# Ernst Dietz (Politiker)
Ernst Dietz (* 27. Mai 1943 in Waldsassen) ist ein deutscher Politiker (CSU) sowie ehemaliger Lehrer und ehemaliges Mitglied des Landtags in Bayern.
Nach seinem Abitur studierte Dietz Germanistik, Geschichte und Politische Wissenschaften in Heidelberg, Tübingen und München. Von 1967 bis 1969 machte er die Ausbildung zum Realschullehrer in den Fächern Deutsch und Geschichte, er war danach Lehramtsanwärter an der Realschule Waldsassen. Ferner war er Studienrat an einer Münchner Realschule und nebenberuflich Journalist.
Dietz trat 1961 der CSU und der Jungen Union bei, für die er von 1972 an dem Tirschenreuther Kreistag und dem Kreisausschuss angehörte. Von 1970 bis 1982 war er Mitglied des Bayerischen Landtags. Bei der ersten Wahl gewann der in Mitterteich in der Oberpfalz lebende Politiker das Direktmandat im Stimmkreis Eschenbach, Kemnath, Tirschenreuth, welcher bei der darauffolgenden Wahl im Stimmkreis Tirschenreuth aufging.